# Merengue

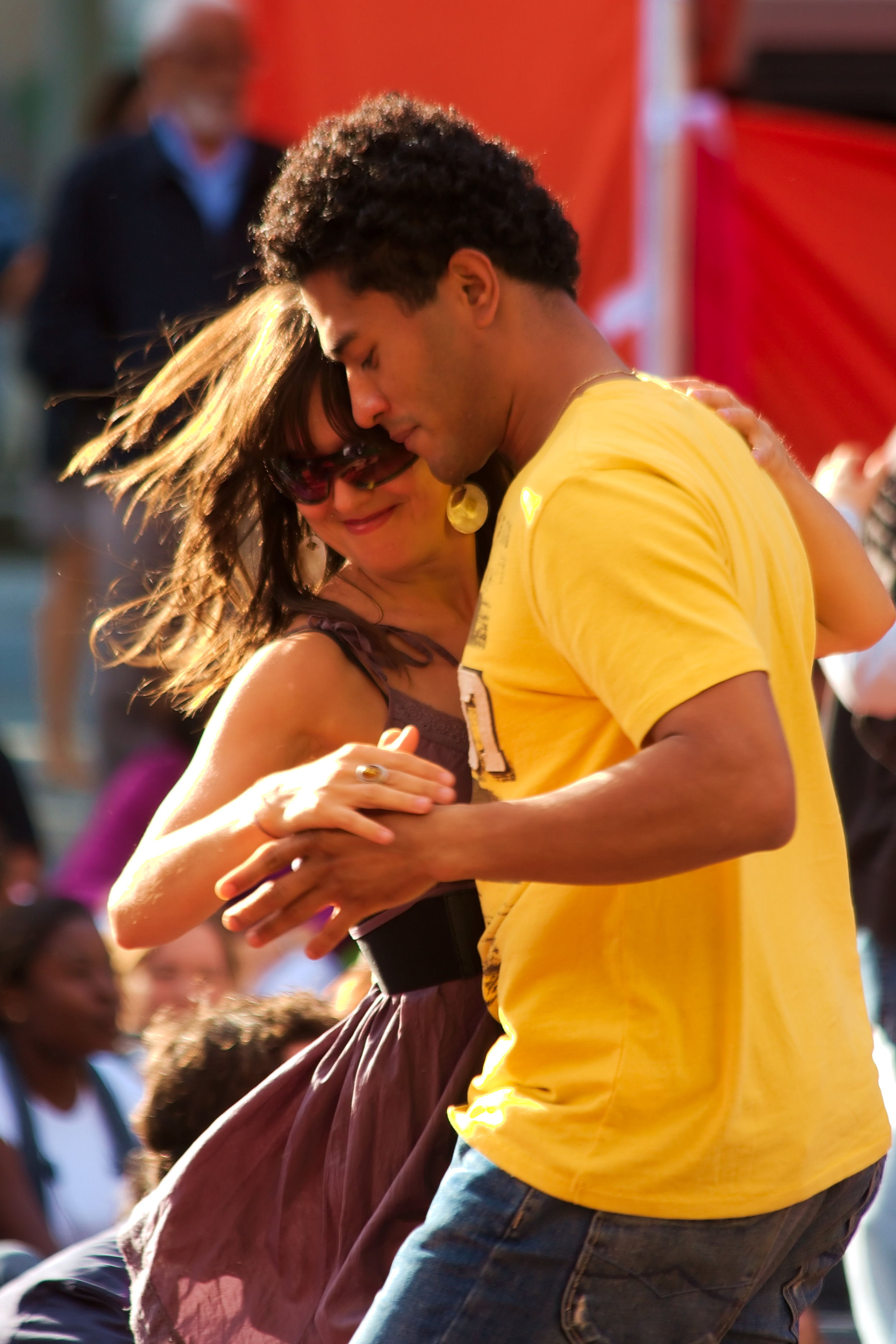
Tanečníci merengue

Merengue ([meˈɾeŋɡe], ze španělského meringue, cukroví pusinka) je latinskoamerický žánr hudby a k ní patřícího tance původem z Dominikánské republiky. Poprvé je doložen z poloviny 19. století jako druh lidové hudby. Širokou popularitu a přístup do vyšší společnosti ve své domovské získal v době vlády diktátora Rafaela Trujilla od 30. let 20. století, protože Trujillo tuto hudbu a tanec úspěšně prosazoval jako národní symbol. Z Dominikánské republiky se pak merengue šířilo do dalších zemí, populárním se stalo zejména ve Venezuele a u latinskoamerických obyvatel USA. Nejdůležitější přehlídkou tohoto žánru je Festival merengue, který  se koná v Santo Domingu každý červen.
Merengue má hudbu ve dvoučtvrťovém taktu, výrazný a jednoduchý rytmus je zdůrazněn údery bubnu. Tempo se pohybuje v rozmezí 120 až 180 MM. Tradiční písně ve stylu merengue byly třídílné (pomalejší předehra – hlavní část – crescendo). Témata mohla být libovolná z běžného života, nejčastěji se však texty merengue věnují milostné tematice (ženy, touha, milostné zklamání apod.). Původně se merengue hrálo na jednoduché lidové nástroje (tambora, guira), ve 20. století přibyl akordeon, později s rozšířením merengue do širokých společenských vrstev i další nástroje tanečního orchestru a v současné době i hudební nástroje elektronické. 
Původ tanečního stylu merengue je nejasný, snad vznikla z kubánského tance zvaného urpa nebo upa Habanera, který někdy mezi roky 1838 a 1849 přišel do Santo Dominga. Tančí se jako párový tanec, každý takt hudby tanečníci doprovodí krokem vpřed, vzad nebo do strany. Taneční krok je provázen výrazným zhoupnutím pánve, což tanci dodává smyslný charakter, a často i složitými gesty rukou, i když tato gesta se v samotné Dominikánské republice příliš nepoužívají, protože narušují tělesný kontakt tanečníků.

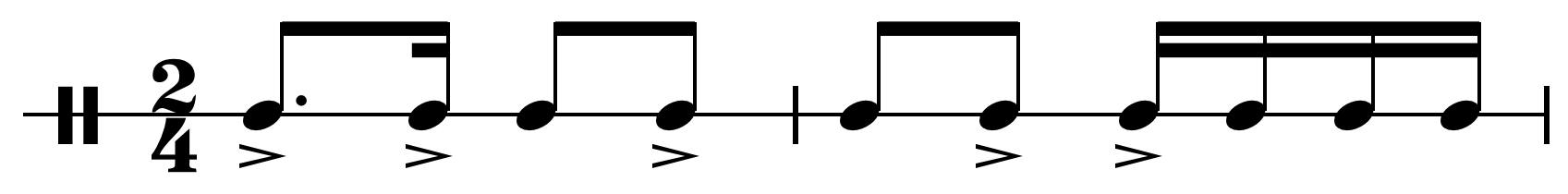
Rytmus merengue